# Терени
Терени (бел. Цярэні) — деревня в Мстиславском районе Могилёвской области Белоруссии. Входит в состав Ракшинского сельсовета.

## География
Деревня находится в северо-восточной части Могилёвской области, в пределах Оршанско-Могилёвской равнины, к югу от автодороги Р96, к востоку от реки Кошанки, на расстоянии примерно 22 километров (по прямой) к западу-юго-западу (WSW) от Мстиславля, административного центра района. Абсолютная высота — 207 метров над уровнем моря.

## История
В конце XVIII века деревня входила в состав Мстиславского воеводства Великого княжества Литовского.
Согласно «Списку населенных мест Могилёвской губернии» 1910 года издания населённый пункт являлся центром Теренского сельского общества Долговичской волости Чериковского уезда Могилёвской губернии. Имелось 46 дворов и проживало 264 человека (118 мужчин и 146 женщин).

## Население
По данным переписи 2009 года, в деревне проживало 4 человека.